# Science Saru
Science Saru, Inc. (яп. 株式会社サイエンスSARU), також Science SARU — японська анімаційна студія зі штаб-квартирою в Кічіджьоджі, Токіо, заснована 4 лютого 2013 року продюсеркою Ін'йон Чхве та режисером Юаса Масаакі.
Роботи студії отримали визнання критиків як у Японії, так і на міжнародному рівні, здобувши нагороди в Аннесі, премії Японської кіноакадемії, кінопремії Майнічі, та Japan Media Arts Festival.

## Історія
Science Saru була заснована 4 лютого 2013 року Масаакі Юаса та Ін'йон Чхве, які мають досвід співпраці над численними проєктами. Ідея створення студії була запропонована Чхве під час зйомок короткометражного фільму Kick-Heart (2013), який став першим масштабним японським анімаційним проектом, що був успішно профінансований на Kickstarter.
Першою офіційною роботою студії став епізод мультсеріалу «Час пригод» під назвою «Харчовий ланцюг» (2014), над яким Юаса працював як режисер, сценарист і художник розкадровки, а Чхве була співрежисеркою.